# کیشی کوسومی
کیشی کوسومی (انگلیسی: Keishi Kusumi؛ زادهٔ ۲۵ ژوئیهٔ ۱۹۹۴) بازیکن فوتبال اهل ژاپن است.